# Indywidualne mistrzostwa Europy juniorów w ice speedwayu
Indywidualne mistrzostwa Europy juniorów w ice speedwayu – rozgrywki w wyścigach na lodzie, organizowane w latach 2009–2010 przez FIM Europe. W pierwszej edycji startowali zawodnicy do 21., natomiast w drugiej do 25. roku życia.

## Medaliści
| 2 rundy |
| ------- |
| Sarańsk |

| 2 rundy          |
| ---------------- |
| Kamieńsk Uralski |

## Klasyfikacja medalowa

### Według zawodników
Stan po sezonie 2010
| Lp. | Zawodnik             | Państwo | Lata      | Złoto | Srebro | Brąz | Razem |
| --- | -------------------- | ------- | --------- | ----- | ------ | ---- | ----- |
| 1.  | Andriej Gawriłkin    | Rosja   | 2009–2010 | 1     | 1      | –    | 2     |
| 2.  | Siergiej Karaczincew | Rosja   | 2010      | 1     | –      | –    | 1     |
| 3.  | Maksim Korczemacha   | Rosja   | 2009–2010 | –     | 1      | 1    | 2     |
| 4.  | Roman Akimienko      | Rosja   | 2009      | –     | –      | 1    | 1     |

### Według państw
Stan po sezonie 2010
| Lp. | Państwo | Złoto | Srebro | Brąz | Razem |
| --- | ------- | ----- | ------ | ---- | ----- |
| 1.  | Rosja   | 2     | 2      | 2    | 6     |